# Sunggingan (Miri)
Sunggingan is een bestuurslaag in het regentschap Sragen van de provincie Midden-Java, Indonesië. Sunggingan telt 2535 inwoners (volkstelling 2010).